# Afrika (EP)
Afrika maksi singl je hrvatskog skladatelja, tekstopisca i glazbenika Dina Dvornika, koji izlazi 1995. g.
Objavljuje ga diskografska kuća Croatia Records, sadrži pet skladbi, a njihov producent je Dino Dvornik.
Dino Dvornik je početkom 1990-ih, zbog Domovinskog rata i pritiska kojeg je osjećao, pao u depresiju, koja je rezultirala teškom ovisnošću o drogama. U toj svojoj bitci za zdravlje, Dino je 1995. godine snimio maxi singl Afrika na kojemu se nalaze skladbe "Afrika" i "Žigolo". Za skladbe je potrošio preko 200 sati rada u studiju kod Trulog. "Afrika" je bila zamišljena samo kao instrumental, nije trebala imati tekst. Na nagovor Croatia Records-a Dino je snimio i skladbu s tekstom, jer su mu rekli da instrumental neće moći biti hit, što se ispostavilo kao točno. Maxi singl je odmah po objavljivanju potisnuo domaću glazbu i nametnuo novi ritam i produkciju. Afrika je bio najprodvaniji album te je proglašen maksi singlom godine. Spot "Afrika" je prvi hrvatski virtual reality spot. Planetarno popularne medijske kuće koje su se u to vrijeme bazirale isključivo na kvalitetnu i novu glazbu poput MTV-a i Njemačke VIVA-e vrtjele su skoro svaki dan video spot "Afrika". Tog trenutka staje rame uz rame raznim glazbenim velikanima tog vremena.
Dino Dvornik 1996. za skladbu "Afrika" dobiva prestižnu hrvatsku diskografsku nagradu, Porin, u kategorijama, hit godine i najbolji aranžman. Također "Afrika" je bila nominirana ,u kategorijama, najbolji video broj i najbolja muška vokalna izvedba. U široj konkurenciji za hit godine, bila je i skladba "Ništa kontra Splita", Nenada Vilovića, koju je Dino izveo na "Splitskom festivalu" i osvojio prvo mjesto, a skladba je postala neslužbenom splitskom himnom.

## Popis pjesama
1. "Afrika" (radio mix) - 4:25
  - Dvornik - Dvornik - Dvornik
2. "Afrika" (club mix) - 5:55
  - Dvornik - Dvornik - Dvornik
3. "Afrika" (instrumental) - 5:57
  - Dvornik - Dvornik
4. "Žigolo" (radio mix) - 4:24
  - Dvornik - Dvornik - Dvornik
5. "Žigolo" (club mix) - 5:47
  - Dvornik - Dvornik - Dvornik

## Izvođači i produkcija
- Producent - Dino Dvornik
- Koproducent i ton majstor - Davorin Ilić
- Snimljeno u studiju - "JM" Studio, Zagreb
- Pomogli pri sviranju - Songkillers
- Ovitak - FX Interzone
- Organizator - Vlado Grabovac

## Vanjske poveznice
- discogs.com - Dino Dvornik - Afrika